# Rama rowerowa

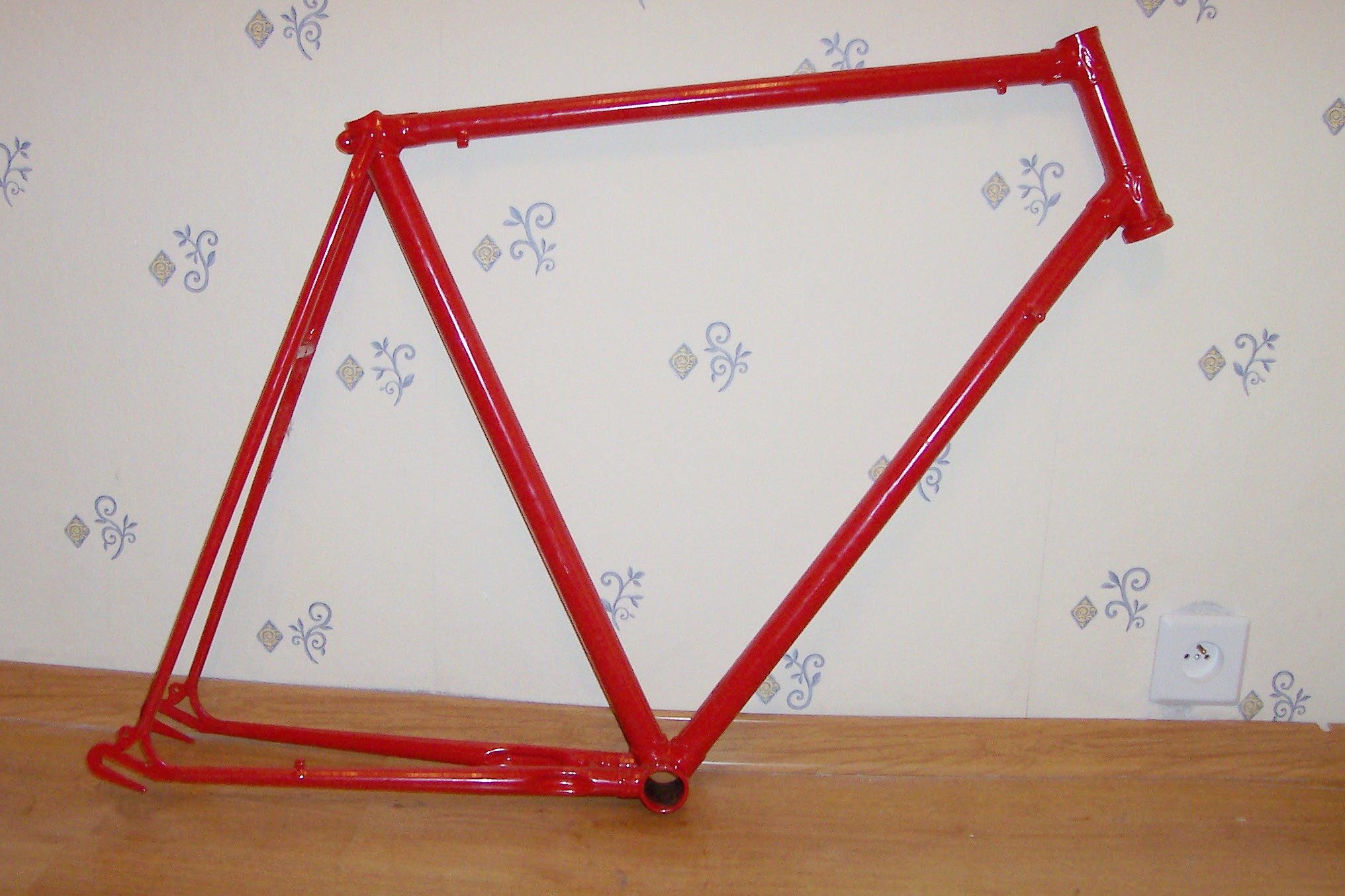
Szosowa rama Romet, rury łączone mufami

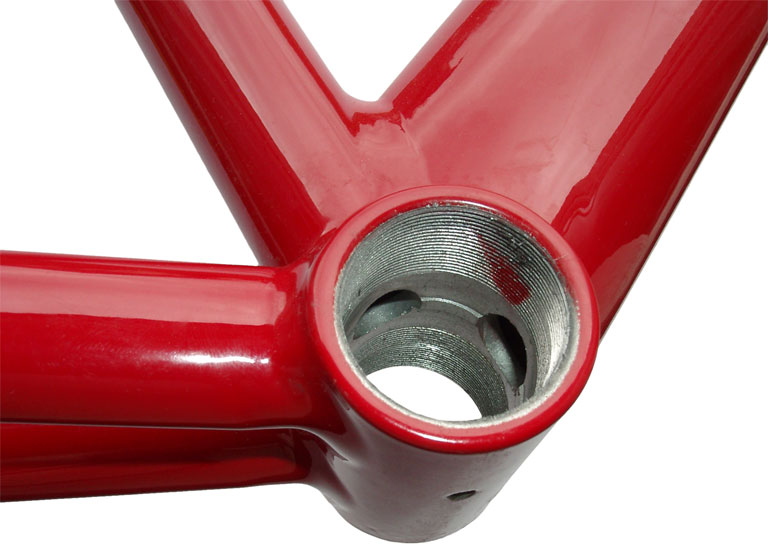
Mufa (tuleja) suportu

Rama rowerowa – podstawowa część roweru i motoroweru tworząca jego szkielet. Do ramy przymocowane są wszystkie pozostałe części rowerowe.

## Budowa ramy
Klasyczna rama rowerowa (czyli np. akredytowana przez UCI) składa się trójkąta głównego, na który składa się rura podsiodłowa, rura górna i rura dolna. W miejscu połączenia rury podsiodłowej i dolnej znajduje się tuleja suportowa, do której są przymocowane korby. Rura górna i dolna schodzą się przy główce ramy, do której z kolei przymocowany jest widelec.
Trójkąt główny określa podstawowe cechy geometryczne ramy, które decydują o jej charakterze. Ramy wyścigowych rowerów górskich oraz szosowych mają zwykle długą rurę górną, mocno nachyloną rurę podsiodłową i krótką główkę, co wymusza rozciągniętą i pochyloną pozycję rowerzysty. Natomiast w rowerach miejskich i turystycznych rura górna jest znacznie krótsza, a główka ramy znacznie dłuższa, co wymusza na rowerzyście pozycję bardziej wyprostowaną.
W niektórych rowerach turystycznych i miejskich górna rura głównego trójkąta jest często silnie opuszczona i wygięta w łuk, co zwiększa masę takiej ramy i obniża jej wytrzymałość, chociaż ułatwia dosiadanie roweru.
W górskich rowerach posiadających pełną amortyzację czasami nie występuje klasyczny trójkąt główny, lecz mają one szkielet o kształcie zbliżonym do litery „Y”.
Do trójkąta głównego są zwykle przymocowane tylne widełki, składające się dwóch rurek górnych, dwóch dolnych oraz dwóch haków, do których przykręca się zamontowaną w piaście oś tylnego koła oraz przerzutkę. Rozwiązaniem często spotykanym w droższych ramach jest zastosowanie wymiennego haka, do którego przykręcana jest przerzutka. Taki hak jest wykonany z metalu bardziej miękkiego niż rama, dzięki czemu po uderzeniu przerzutką np. w kamień zniszczeniu ulega wymienny hak, a nie cała rama.

## Materiały na ramy rowerowe
Najbardziej typowym materiałem na ramę są rury stalowe. Najtańsze są produkowane ze zwykłej stali konstrukcyjnej, nieco droższe z bardziej wytrzymałych stali z domieszką chromu i molibdenu (Cr-Mo), zaś najlżejsze i najdroższe z aluminium, tytanu lub laminatów, kompozytów włókna węglowego.
Obecnie w kolarstwie zawodowym najbardziej popularne są ramy produkowane z kompozytów włókna węglowego (popularnie nazywanego karbonem). Najlżejsze konstrukcje z tego materiału potrafią osiągać wagi rzędu 600 gramów. Przy współczesnych technikach produkcji można zachować znakomitą sztywność ramy przy dobrym tłumieniu nierówności na drogach (w porównaniu do innych materiałów). Ramy z kompozytów nie ulegają korozji, a zastosowany materiał daje możliwość formowania ich w prawie dowolny kształt, jak również uzyskanie sztywności w różnych kierunkach i w różnym stopniu. Konstrukcje te są jednak mniej odporne na gięcie boczne i ucisk niż stalowe i aluminiowe. W przypadku bardzo lekkich wyczynowych konstrukcji zaleca się ich profilaktyczną wymianę co kilka sezonów.
Stopy aluminiowe są mniej wytrzymałe od stali, ale znacznie lżejsze. Ramy aluminiowe gorzej tłumią drgania niż ramy stalowe. Aluminium ulega też szybciej niż stal procesom zmęczeniowym – szczególnie w miejscu spoin, więc żywotność ram aluminiowych jest znacznie krótsza od ram stalowych.
Ramy ze stali „Cr-Mo” są wciąż bardzo popularne i nie są dużo cięższe od tanich ram aluminiowych. Masy najlżejszych szosowych ram stalowych dochodzą do 1000 gramów, co jest często lepszym wynikiem od markowych ram aluminiowych. Jedną z największych wad ram stalowych jest to, że są podatne na korozję, muszą więc być zabezpieczane lakierem. Firma Reynolds opatentowała stop stali odporny na korozję. Jest on bardzo trudny w obróbce, jest za to bardzo lekki i wytrzymały (to właśnie z tego stopu wykonano 1000-gramową stalową ramę).
W celu „odchudzania”, czyli obniżania wagi ram rowerowych, stosuje się do ich produkcji specjalne rury. Rury cieniowane mają cieńsze ścianki w ich środkowych częściach, a grubsze w miejscu łączeń, gdzie występują większe obciążenia. Stosuje się też rury o przekrojach innych niż kołowe (owalne, w kształcie „łzy” itp).
Sam materiał nie świadczy o jakości ramy. Niektóre drogie ramy do rowerów górskich i szosowych są wciąż produkowane ze stali „Cr-Mo” (głównie ze względu na tłumienie drgań i odporność na zmęczenie materiału). O jakości ramy decyduje jakość połączeń (np. spaw lub mufy), wykończenie powierzchni rur, dobrze dobrane przekroje, dobrze przemyślana geometria i wiele innych czynników.

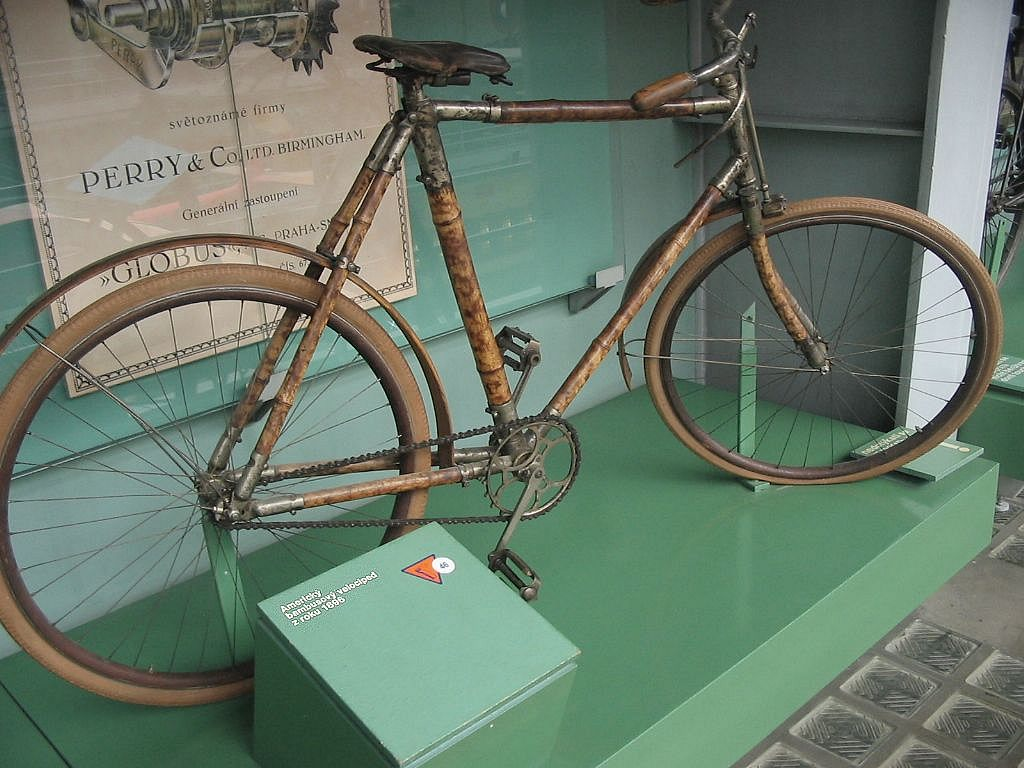
Rower wykonany z bambusa

## Łączenia rur ram
Najczęściej spotyka się ramy z rurami spawanymi. Wynika to głównie z niskiego kosztu oraz szybkości produkcji. O ile w przypadku ram aluminiowych osłabienie materiału przy spawaniu można poprawić, o tyle preferowanym łączeniem w ramach stalowych są tzw. mufy, które są łączone z rurami poprzez lutowanie. W droższych ramach stalowych spotyka się także łączenie na styk, czyli lutowanie, ale bez muf. Ramę kompozytową wykonuje się jako całość albo łączy poszczególne rury mufami (najczęściej spotykane w ramach karbonowo-aluminiowych).

## Dobór ramy do wzrostu
Rozmiar ram do rowerów górskich jest zwykle podawany przez producentów w calach – oznaczających
długość rury podsiodłowej od suportu do miejsca łączenia z rurą górną.
Niektórzy producenci stosują też swoje własne oznaczenia typu S, M, L, XL itd., natomiast w ramach szosowych długość rury podsiodłowej podaje się zazwyczaj w centymetrach.
W przypadku rowerów górskich do Cross Country i rowerów szosowych istnieje obecnie tendencja do wybierania jak najmniejszych ram i stosowania długich sztyc. W obu przypadkach ma to podobne uzasadnienie. Mniejsza rama jest lżejsza, daje wrażenie większej kontroli nad rowerem i w razie upadku odległość górnej rury od krocza jest „bezpieczna”. Rozmiarów ramy nie powinniśmy jednak za bardzo zmniejszać, gdyż w pewnym momencie może zabraknąć długości sztycy i będzie się nam na niej siedziało bardzo niewygodnie. Rozsądną górną granicą wysunięcia sztycy jest mniej więcej {\displaystyle {\tfrac {2}{3}}} jej długości, co limituje minimalny rozmiar ramy.
Niegdyś w rowerach szosowych dość powszechne były ramy dużego rozmiaru, czasem nawet sporo przewymiarowane. Trend ten był podyktowany niemożnością wyprodukowania długich, a zarazem mocnych i sztywnych rur mostków oraz sztyc siodła. Obecnie zostało to zupełnie wyparte między innymi z powodu bezpieczeństwa – odległość górnej rury ramy od krocza oraz drugiej ważnej cechy – jak największej redukcji wagi. Mniejsze ramy są znacznie lżejsze.
W przypadku rowerów turystycznych i miejskich zwykle lepiej jest dobrać sobie większą ramę, gdyż ze względu na wyższą w tym przypadku wysokość główki ramy zapewni nam to bardziej komfortową pozycję.
Ramy dobiera się w zależności od wzrostu rowerzysty, często przy ramach szosowych także od długości jego nóg i wymiarów innych części ciała. Trzeba jednak pamiętać, że ludzie mają różne proporcje ciała przy tym samym wzroście i różne preferencje ułożenia się na rowerze, dlatego ostateczny wybór jest zawsze sprawą indywidualną.
Szacunkowa tabelka rozmiarów ram:
| Wzrost [cm] | Rama sportowa [cale (symbol)] | Rama turystyczno/miejska [cale (symbol)] |
| ----------- | ----------------------------- | ---------------------------------------- |
| < 160       | 14″ (XS)                      | 16″ (S)                                  |
| 170–160     | 16″ (S)                       | 17″ (M)                                  |
| 180–170     | 17″ (M)                       | 19″ (L)                                  |
| 190–180     | 19″ (L)                       | 21″ (XL)                                 |
| > 200–190   | 21″ (XL)                      | 23″ (XXL)                                |

Jeśli chodzi o dobór ramy szosowej klasycznej, obecnie przyjmuje się orientacyjne wymiary:
| Wzrost kolarza [cm] | Wielkość ramy klasycznej [C-C] [cm] | Długość wspornika kierownicy [cm] |
| ------------------- | ----------------------------------- | --------------------------------- |
| 158–165             | 50–52                               | 8–10                              |
| 165–167             | 52–54                               | 10–11                             |
| 170–180             | 54–56                               | 11–12                             |
| 180–185             | 56–58                               | 12–13                             |
| 185–188             | 58–60                               | 13–14                             |
| 188–195             | 60–62                               | 14–15                             |

Wielkość ramy klasycznej [C-C] to odległość mierzona od środka mufy suportu do środka zakończenia rury podsiodłowej.
Decydując się na ramę slopingową, stosujemy następujący przelicznik:
| Wielkość ramy klasycznej [C-C] | Wzrost kolarza [cm] | Rozmiar ramy slopingowej |
| ------------------------------ | ------------------- | ------------------------ |
| 50–54                          | 155–168             | Small                    |
| 54–57                          | 168–180             | Medium                   |
| 57–60                          | 180–190             | Large                    |
| > 60                           | 190–200             | eXtra Large              |

## Geometria ram

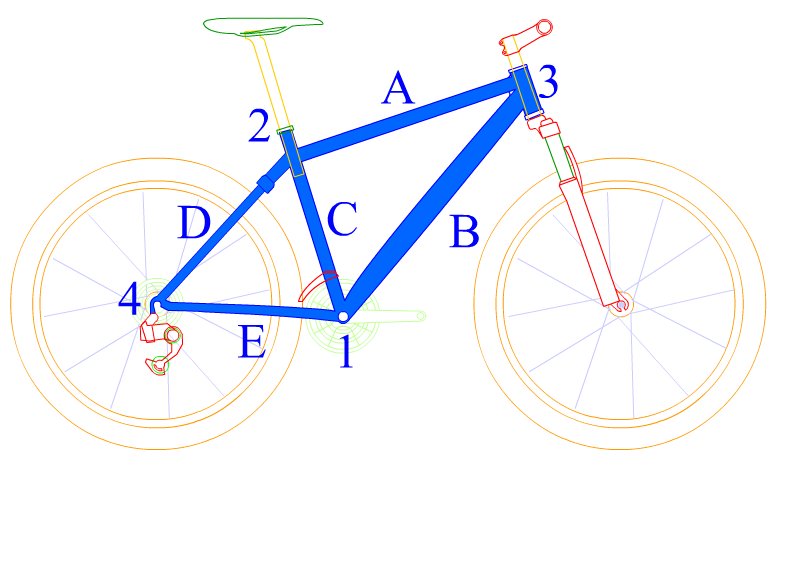
Rama roweru MTB

W przypadku ram sportowych niezwykle istotne znaczenie ma geometria, czyli ułożenie i proporcja poszczególnych rur ramy wobec siebie. Mierzy się tutaj długości rur i kąty między nimi. Dwa najistotniejsze to kąt rury podsiodłowej oraz kąt główki ramy. W ich pomiarze ustala się, z jakim widelcem dana rama będzie współpracować, a konkretne pomiary dotyczą konkretnej długości widelca. W rowerach typu XC standardem są kąty główki ramy 70 stopni, a rury podsiodłowej 73 stopni. Odchylenie w którąkolwiek stronę powoduje zmiany w zachowaniu się roweru. Zmiana kąta główki ramy na ostrzejszy (bardziej pionowy) spowoduje większą nerwowość roweru i niestabilne prowadzenie oraz tendencję do gwałtownych zmian kierunku jazdy przy najmniejszym pobudzeniu. Ostrzejszy kąt utrudnia też zjazdy z góry, chociaż zwykle ułatwia podjeżdżanie. Kąt łagodniejszy powoduje z kolei, że rower skręca niechętnie i niekiedy trzeba go do tego wręcz zmuszać poprzez silne pochylenie. Łagodny kąt główki ramy poprawia jednak stabilność na prostej i na zjazdach, dlatego też rowery DH mają te kąty znacznie łagodniejsze od XC. Zwykle poniżej 69 stopni. Jednak do DH najlepsze są ramy amortyzowane z przodu i z tyłu. Niektórzy jeżdżą na ramach amortyzowanych tylko z przodu jednak geometria ramy wtedy także musi być inna. Wyścigowe rowery szosowe zaś kąt ten mają zwykle ostrzejszy nieco od rowerów górskich. Drugim istotnym kątem jest kąt rury podsiodłowej. Decyduje on o położeniu środka ciężkości przód-tył oraz o sposobie pedałowania. Czym jest on bardziej stromy, tym wymusza wyższą kadencję. Istotnym wymiarem jest długość dolnych widełek tylnego trójkąta. W rowerach XC zwykle osiąga 425 mm. Czym jest krótszy, tym rower jest zwinniejszy, czym dłuższy, tym bardziej ociężały, chociaż stabilniejszy. W XC, gdzie liczy się umiejętność efektywnego podjeżdżania w warunkach terenowych, decyduje też o przyczepności przedniego koła. Długość górnej rury ramy decyduje o pozycji na rowerze. Czym dłuższa, tym pozycja bardziej wyciągnięta i pochylona, co nie tylko poprawia aerodynamikę, ale też znacznie poprawia wydajność pedałowania.